# Ministerstwo Skupu
Ministerstwo Skupu – polskie ministerstwo istniejące w latach 1953–1957, powołane do przeprowadzania kontraktacji i dostaw obowiązkowych produktów rolnych. Minister był członkiem Rady Ministrów.

## Utworzenie urzędu
Dekretem z 1953 r. w sprawie utworzenia urzędu Ministra Skupu powołano nowy urząd w miejsce Centralnego Urzędu Skupu i Kontraktacji.

## Ministrowie
- Antoni Mierzwiński (1953–1957)
- Feliks Pisula (1957)

## Zakres działania
Zakres działania Ministra Skupu obejmował sprawy:
- planowania, organizowania i nadzorowania kontraktacji dostaw obowiązkowych oraz kontraktacji i skupu ponadobowiązkowych zbóż, ziemniaków, zwierząt rzeźnych i mleka;
- przemiału zbóż i zbytu przetworów zbożowych;
- ogólnej koordynacji i kontroli przebiegu kontraktacji i skupu artykułów rolnych i hodowlanych;
- ogólnego kierownictwa podległych przedsiębiorstw.

## Uprawnienia
Minister Skupu mógł wstrzymać wykonanie uchwał, zarządzeń i decyzji terenowych organów administracji państwowej lub jednostek gospodarki uspołecznionej jeśli były sprzeczne z obowiązującym ustawodawstwem lub uchwałami Rządu. 

## Organy terenowe
Terenowymi organami Ministerstwa Skupu byli wojewódzcy i powiatowi pełnomocnicy oraz gminne delegatury Ministerstwa Skupu. Organy terenowe Ministerstwa Skupu podlegały kontroli społecznej rad narodowych. Rada Ministrów ustaliła w drodze rozporządzenia:
- zakres działania, uprawnienia i obowiązki terenowych organów Ministerstwa Skupu;
- podział kompetencji i zakres współpracy między prezydiami rad narodowych a terenowymi organami Ministerstwa Skupu.

## Zniesienie urzędu
Ustawą z dnia 22 marca 1957 r. o zmianach w organizacji i zakresie działania naczelnych organów administracji państwowej w niektórych gałęziach przemysłu, budownictwa i komunikacji w miejsce zniesionego Urzędu Ministerstwa Skupu - utworzono urząd Ministerstwa Przemysłu Spożywczego i Skupu.